# Casa Nova (Collsuspina)
La Casa Nova és un edifici de Collsuspina (Moianès) inclòs a l'Inventari del Patrimoni Arquitectònic de Catalunya.

## Descripció
Es tracta d'un edifici civil amb teulada a dues vessants de forma regular i orienta a migdia. L'edifici principal té portal adovellat i finestres de pedra treballada així com les cantoneres. Té un edifici adossat formant unes arcades i en una paret un rellotge de sol. Dit edifici amb funcions de graner i garatge té una volta i una vessant molt pronunciada. En una de les finestres de la casa hi ha la data de 1780.

## Història
Els fogatges del segle xvi senyalen per Sant Cugat de Gavadons de Coll Sa Sima com se'l denomina el 1553, entre d'altres masos, el mas Casanova. Un estudi de Mn. Antoni Pladevall, però, el documenta ja anterior al segle xv.